# Erich Franz Eugen Bracht
Erich Franz Eugen Bracht (Berlino, 5 giugno 1882 – 1969) è stato un ginecologo e patologo tedesco.

## Biografia
Dopo aver terminato la sua formazione medica,  lavorò per diversi anni come assistente del patologo Ludwig Aschoff (1866-1942) presso l'Università di Friburgo. Più tardi, si concentrò  sull'ostetricia e la ginecologia, lavorando come assistente ginecologo a Heidelberg, Kiel (sotto Hermann Johannes Pfannenstiel dal 1862 al 1909) e Berlino. Nel 1922 divenne professore associato presso l'Università di Berlino e infine direttore della Charité Frauenklinik. Dopo la seconda guerra mondiale prestò servizio come consulente di ginecologia e ostetricia durante l'occupazione statunitense di Berlino.
Mentre era Friburgo, Bracht diede importanti contributi allo studio patologico della miocardite reumatica. Con Hermann Julius Gustav Wächter, descrisse l'omonimo "corpo Bracht-Wachter".

## Opere
- Beitrag zur Aetiologie und pathologischen Anatomie der Myokarditis rheumatica (pp. 493–530, 2 Abb., 2 Taf.). Dtsch. Arch. klin. Med., 96. - Leipzig 1909, (with H. Wachter).[3]